# Echa leśne
Echa leśne – nowela Stefana Żeromskiego z 1905 roku. Jej przedruk zamieścił w 1906 tygodnik „Echa Kieleckie”. Jest pierwszą z dwóch tekstów tego autora opisujących losy rodziny Rozłuckich. Jej dalsza częścią jest powieść Uroda życia.

## Treść
Akcja toczy się po upadku powstania styczniowego. Grupa mężczyzn, wśród nich generał rosyjski wspominają czasy powstania. Generał wspomina powstańca Jana Rozłuckiego, swojego bratanka, który zdezerterował z rosyjskiej armii i wstąpił do leśnej „bandy”. Schwytany trafił przed sąd wojenny, w którym przewodniczył jego stryj. Sąd skazał go na karę śmierci. Ostatnim jego życzeniem było, żeby jego syn, Piotr, został wychowany na Polaka. Generał nie zamierzał spełnić tej prośby.